# Boy Culture
Boy Culture to amerykański film fabularny (dramat obyczajowy) z 2006 roku, napisany i wyreżyserowany przez Q. Allana Brockę. Brocka oparł swój scenariusz na powieści Matthew Rettenmunda z 1995. Projekt dotyka zagadnień monogamii, wierności oraz natury miłości w związkach homoseksualistów w różnym wieku, przez co został pozytywnie przyjęty przez krytyków i uzyskał kilka prestiżowych nagród filmowych.

## Obsada
- Derek Magyar – Alex aka „X”
- Patrick Bauchau – Gregory Talbot
- Darryl Stephens – Andrew
- Jonathon Trent – Joey
- George Jonson – Blondie
- Peyton Hinson – Jill
- Kyle Santler – Scooter
- Emily Brooke Hands – Lucy
- Matt Riedy – Frank
- Clifford Harrington – Renaldo
- Molly Manago – Cheyenne
- Kibibi Monié – Phyllis
- Laprell Nelson – Matthew
- Jesse Archer – przystojny kolega Andrew i Joeya

## Opis fabuły
Główny bohater, Alex, przez znaczną część filmu kryjący się pod pseudonimem „X”, jest spełnioną zawodowo męską prostytutką, świadczącą usługi homoseksualistom w średnim lub podeszłym wieku. Młody mężczyzna jest religijnym ekscentrykiem, który swoich stałych klientów nazywa dwunastoma apostołami. Ostatni z nich, blisko osiemdziesięcioletni Gregory, staje się najbardziej specyficznym z całej dwunastki, gdy oferuje Aleksowi wysokie wynagrodzenie w zamian za częste i intymne rozmowy. „X” opowiada enigmatycznemu starcowi historię swojej burzliwej, triolistycznej relacji z dwojgiem współlokatorów: Andrew, w którym jest zakochany, oraz Joeyem, bez reszty, lecz bez wzajemności zakochanym w prostytuującym się przyjacielu. Relacje między trójką młodych gejów komplikują się, tymczasem nietypowa i pozbawiona podłoża seksualnego więź między „X” a Gregorym zawiązuje się coraz mocniej. „X” i jego klient prowadzą rozmowy o życiu i uczuciach, które rozbudzają w zgorzkniałym Aleksie dawno zapomniane emocje.

## Produkcja
Film Boy Culture oparto na kanwie powieści Matthew Rettenmunda, wydanej w 1995 roku pod tym samym tytułem. Scenariusz filmu różni się od klasyku Rettenmunda; podstawową różnicą dzielącą obie fabuły jest zmiana miejsca akcji: z książkowego Chicago na filmowe Seattle. Zmienione zostało pochodzenia etniczne postaci Andrew, który w ekranizacji jest Afroamerykaninem.
Budżet filmu był niewysoki i wynosił szacunkowo pięćset tysięcy dolarów. Obraz kręcono w Seattle w stanie Waszyngton, według scenarzysty Philipa Pierce’a, w dniach od 1 do 20 listopada 2004 roku.

## Historia wydania filmu
1 kwietnia 2006 roku, w trakcie London Lesbian and Gay Film Festival w Londynie, odbyła się światowa premiera filmu. Dopiero blisko rok później, po zaprezentowaniu obrazu na Festiwalu Filmów Niezależnych w Cleveland, marcem 2007 Boy Culture spotkał się z limitowaną dystrybucją kinową na terenie Stanów Zjednoczonych, wydany nakładem TLA Releasing. Także w 2007 film wydano do kin we Francji i Hiszpanii. Na przełomie sierpnia i września tego roku projekt został opublikowany na nośnikach DVD w krajach Europy (w Niemczech pod tytułem Boy Culture – Sex Pays. Love Costs), a w maju 2008 trafił do kin na Filipinach, rodzimym kraju reżysera Q. Allana Brocki. 14 sierpnia 2007 w USA miała miejsce premiera wydania DVD filmu Boy Culture, wzbogaconego w szereg dodatków: komentarz reżysera i scenarzysty, wywiady z reżyserem i odtwórcami głównych ról, sceny usunięte z finalnej wersji obrazu, trailer oraz nagranie z Tribeca Film Festival, gdzie prezentowany był film. Dystrybutorem tego wydania było TLA Video.

### Festiwale
W latach 2006–2007 film, ku pozytywnemu odbiorowi widzów, prezentowany był podczas następujących festiwali filmowych:
- 2006: Wielka Brytania – London Lesbian and Gay Film Festival
- 2006: Stany Zjednoczone – Tribeca Film Festival
- 2006: Kanada – Atlantic Film Festival
- 2006: Francja – Paris Gay and Lesbian Film Festival
- 2006: Niemcy – Verzaubert Queer Film Festival
- 2006: Stany Zjednoczone – L.A. Outfest
- 2006: Włochy – Milan International Lesbian and Gay Film Festival
- 2006: Stany Zjednoczone – Philadelphia International Gay & Lesbian Film Festival
- 2006: Stany Zjednoczone – Rhode Island International Film Festival
- 2007: Turcja – Istanbul Independent Film Festival
- 2007: Stany Zjednoczone – Cleveland International Film Festival
- 2007: Stany Zjednoczone – Philly Film Festival
- 2007: Francja – Grenoble Gay and Lesbian Film Festival
- 2007: Hiszpania – Mostra Internacional de Cinema Gay i Lèsbic de Barcelona
- 2007: Japonia – Tokyo International Lesbian & Gay Film Festival
- 2007: Japonia – Kansai Queer Film Festival
- 2007: Portugalia – Festróia – Tróia International Film Festival

## Box office
| Świat | US$ 263,200 |

## Nagrody i wyróżnienia
- 2006, L.A. Outfest:
  - nagroda Grand Jury w kategorii najlepszy scenariusz (nagrodzeni: Q. Allan Brocka, Philip Pierce)
- 2006, Milan International Lesbian and Gay Film Festival:
  - nagroda Paramount Comedy (Q. Allan Brocka)
- 2006, Philadelphia International Gay & Lesbian Film Festival:
  - Nagroda Jury w kategorii najlepszy film (Q. Allan Brocka)
  - Nagroda Jury w kategorii najlepszy narracyjny film fabularny (Q. Allan Brocka)
- 2006, Rhode Island International Film Festival:
  - nagroda First Prize w kategorii alternatywny duch filmowy (Q. Allan Brocka)
- 2007, Festróia – Tróia International Film Festival:
  - Nagroda Miasta Setúbalu w kategorii najlepszy film (Q. Allan Brocka)
  - Nagroda Miasta Setúbalu w kategorii amerykański film niezależny (Q. Allan Brocka)
- 2008, Glitter Awards:
  - nagroda Glitter w kategorii najlepszy aktor (Derek Magyar)
  - nagroda Glitter w kategorii najlepszy film niezależny (Q. Allan Brocka)

## Soundtrack
Ścieżka dźwiękowa z filmu, Boy Culture: The Soundtrack, opublikowana została w kwietniu 2007 roku, nakładem wytwórni Peace Bisquit. Album wydano ekskluzywnie w sklepie online iTunes Store.
Producentem krążka jest Ryan Beveridge, autor muzyki występującej w filmie. Poza siedmioma kompozycjami Beveridge’a, na soundtracku zawarto kilkanaście zróżnicowanych gatunkowo piosenek.
Lista utworów, które znalazły się na albumie:
1. Ryan Beveridge – „12 Disciples”
2. Amanda Lepore – „Champagne”
3. The Specimen – „Do U Damage”
4. Fuzz Townsend & Sophia Lolley – „Hey Kinky”
5. Colours feat. Elisa Burchett – „Ride” (Blend Mix Edit)
6. Daisy Spurs – „Don’t Get Me Started”
7. Wideband Network – „3am”
8. The Grand Royals featuring Jill Jones – „Diamonds Make You Happy”
9. Ryan Beveridge – „John and Andy Flashback”
10. Ryan Beveridge – „Call Me X”
11. Joi Cardwell – „Last Chance for Love” (Welcome Mix Edit)
12. Barton – „Take Me Up” (Eric Kupper Mix Radio Edit)
13. Wideband Network – „Show Me Love” (Sand In My Shoes Mix Edit)
14. Neoverse & C-Dock – „Making the Grade”
15. Ryan Beveridge – „Joey Flashback”
16. Ryan Beveridge – „Gregory & Renaldo”
17. Ari Gold – „The Things I Need to Hear”
18. Chris Willis – „What’s Sexy?” (Good and Evil Mix)
19. Wideband Network – „95”
20. Ryan Beveridge featuring Stephanie Casey – „Drowning in the Clear”
21. Ryan Beveridge – „Andrew, Gregory and Blondie”
22. Rodney Lee – „Dinner with Carol”